# ژان-ماری پواره
ژان-ماری پواره (فرانسوی: Jean-Marie Poiré‎؛ زادهٔ ۱۰ ژوئیهٔ ۱۹۴۵) کارگردان فیلم، فیلم‌نامه‌نویس و تهیه‌کننده فرانسوی است. وی پسر آلن پواره، تهیه‌کننده فیلم است.

## گزیده فیلمشناسی

### آثار کارگردانی
- نوازش‌های کوچک (۱۹۷۸)
- مردان دختران چاق را ترجیح می‌دهند (۱۹۸۱)
- بابانوئل یک آشغال است (۱۹۸۲)
- بابابزرگ عضو گروه مقاومت است (۱۹۸۳)
- چرخش دوباره در مسکو (۱۹۸۶)
- بهترین دوستان من (۱۹۹۱)
- معجون زمان (۱۹۹۳)
- فرشتگان نگهبان (۱۹۹۵)
- معجون زمان ۲ (۱۹۹۸)
- معجون زمان ۳ (۲۰۰۱)
- نام همسرم موریس است (۲۰۰۲)
- معجون زمان ۴ (۲۰۱۶)